# Fimbach (Geisenhausen)
Fimbach ist ein Gemeindeteil des Marktes Geisenhausen im niederbayerischen Landkreis Landshut.

## Lage
Das Dorf Fimbach liegt zwischen Geisenhausen und Hohenegglkofen. Es trägt den Namen des nahe liegenden Baches Fimbach. 

## Geschichte
Vimpach gehörte nach dem Giltbuch der Herrschaft Geisenhausen von 1474 zur Obmannschaft Purgpach. Das Hofstettenbuch  der Herrschaft Geisenhausen von 1556 weist es als Teil der Obmannschaft Salksdorf aus. Damit war die Obmannschaftsgliederung abgeschlossen.
Fimbach kam mit der Gemeindebildung nach dem Gemeindeedikt von 1818 zur Gemeinde Salksdorf. Mit dieser gelangte es im Zuge der Gebietsreform am 1. Mai 1978 zum Markt Geisenhausen.

## Vereine
- Renn-Club Fimbach (Motorradclub), gegründet 1969